# Jean Asselborn
Jean Asselborn, luksemburški politik, * 27. april 1949, Steinfort, Luksemburg.
Od leta 2004 do 2023 je bil minister za zunanje zadeve Luksemburga. Med letoma 2004 in 2013 je bil tudi podpredsednik vlade.

## Mladost in kariera
Jean Asselborn se je rodil 27. aprila 1949 v Steinfortu. Šolanje je končal leta 1967 in istočasno začel delati v tovarni Uniroyal. V tem času se je aktivno vključil v sindikalno gibanje in bil izvoljen za predstavnika mladine zveze luksemburških delavcev (Lëtzebuerger Aarbechterverband), predhodnice sedanjega sindikata OGBL.
Leta 1968 je Asselborn kot javni uslužbenec začel delati v mestni upravi Luksemburga, nato pa se je leta 1969 vrnil v Steinfort, kjer je bil zaposlen tudi kot javni uslužbenec lokalne uprave.
Asselborn je nadaljeval s študijem srednje šole leta 1976 in istega leta pridobil diplomo de fin d'études secondaires na Athénée de Luxembourg. Po pridobitvi končne srednješolske diplome je leta 1976 postal upravitelj Medobčinske bolnišnice Steinfort (Hôpital intercommunal de Steinfort) in to delovno mesto je opravljal do leta 2004. Oktobra 1981 je magistriral iz zasebnega sodnega prava na univerzi Nancy 2.
Asselborn je postal župan mesta Steinfort leta 1982 in na tem položaju ostal do leta 2004.

## V vladi
Po parlamentarnih volitvah 13. junija 2004 se je Jean Asselborn 31. julija istega leta pridružil vladi kot podpredsednik vlade, minister za zunanje zadeve in priseljevanje.
Po vrnitvi koalicijske vlade, ki sta jo sestavljali Krščanskosocialna stranka (CSV) in Luksemburška socialistična delavska stranka (LSAP) kot rezultat zakonodajnih volitev 7. junija 2009, je Jean Asselborn obdržal funkciji podpredsednika vlade in ministra za zunanje zadeve. Oktobra 2012 je bil Luksemburg na njegovo pobudo prvič izvoljen za nestalno članico v Varnostnem svetu Združenih narodov za leti 2013 in 2014.
Po volitvah 20. oktobra 2013 je bil Asselborn 4. decembra 2013 ponovno imenovan za ministra za zunanje in evropske zadeve, ministra za priseljevanje in azil v koalicijski vladi, ki so jo sestavili Demokratična stranka (DP), LSAP in Zelena stranka (“déi gréng").
Od julija 2004 je Asselborn zastopal luksemburško vlado pri Svetu ministrov Evropske unije za zunanje in splošne zadeve. Jean Asselborn je svoj mandat luksemburškega zunanjega ministra zaključil 17. novembra 2023, ob tem je bil minister z najdaljšim stažem med ministri za zunanje zadeve Evropske unije.

## Politični nazori
Septembra 2010 je Jean Asselborn zavrnil zahtevo stranke Alternativne demokratične reforme (ADR), da bi luksemburščina postala uradni jezik Evropske unije, navajajoč finančne razloge in tudi dejstvo, da bi za potrebe Luksemburga zadostovala nemščina in francoščina, ki sta že uradna jezika.
V začetku septembra 2016 je Asselborn pozval, naj se Madžarsko suspendira ali izključi iz Evropske unije zaradi njenih "množičnih kršitev" temeljnih vrednot EU, pri čemer je navedel zaskrbljenost zaradi njene obravnave beguncev med evropsko begunsko krizo, neodvisnosti sodstva in svobode tiska.
Marca 2018 je obsodil turško invazijo na sever Sirije, katere cilj je bil izgnati sirske Kurde, ki jih podpirajo ZDA, iz enklave Afrin. Asselborn je o ravnanju Turčije dejal, da "to nima nobene zveze več s samoobrambo" in dodal, da bo morala Turčija nehati napadati YPG in svoje ravnanje v Afrinu pojasniti svetu Nata.
Asselborn je dvomil, da bi mirovni sporazum med Izraelom in Združenimi arabskimi emirati prinesel stabilnost v regijo, in dejal, da stabilnosti ne bo brez rešitve dveh držav. Dodal je, da so ZAE s sporazumom pustili Palestince na cedilu.

## Častna priznanja
Decembra 2010 je bil Jean Asselborn odlikovan z velikim križem reda za zasluge (Großkreuz des Verdienstordens) Zvezne republike Nemčije.
Oktobra 2013 je bil imenovan za poveljnika nacionalnega reda legije časti (Ordre national de la Légion d'honneur) Francoske republike.